# アニータ・カステロ
アニータ・カステロ（Anita Castillo、1968年11月24日 -  ）はアメリカ合衆国ハワイ州出身の元ファッションモデル、AV女優。

## 来歴
1985年初頭から、日本においてクリスチャン・ディオールのファッションモデルとして活動する。1988年12月初め、球団関係者の紹介でパーティーで知り合ったプロ野球読売ジャイアンツの桑田真澄と交際を開始する。1989年1月に交際が発覚するが、桑田は否定。その後、4月1日に桑田が登板する東京ドームでの西武とのオープン戦にアニータが現れるなど注目を集めたが、その直後に破局。アニータが所属事務所や友人の猛反対にあったことや、桑田も球団上層部から忠告を受けた上に母親からも反対されたことが原因とされる。
1989年8月、桑田との関係を赤裸々に綴った暴露本『愛のローテーション』を発表。桑田との情事を生々しく描写し、「直感的にこの男はあまり遊んでいないんだなって思ったものです」、「桑田のサイズは私にピッタリだった」とまで綴った。また、桑田以外にも何人ものアイドルの名前を挙げている。そして、村西とおるが手掛けた『一球ぞっ根』でアダルトビデオデビュー。彼女には出演料として2本4000万円が支払われた。村西は彼女の印象について、「セックスが挨拶代わりのような情熱的な女性で、私生活がまさしくAV」だったと語っている。
アダルトビデオへの出演が原因で専属モデルを解雇されると、ハワイに帰国。AV出演で得た資金でタクシー会社を設立し、大成功を収めた。その後、不動産業にも進出している。

## 作品

### ビデオ
- 一球ぞっ根
- 愛のローテーション（イメージビデオ）

### 写真集
- 愛のローテーション（長内昌利撮影・ビックマン）1989年11月発売

### 著書・参考書籍
- 愛のローテーション（1989年8月）

## 出演番組
- タモリ倶楽部
- あの人は今!?